# Јован Милићевић (историчар)
Јован Милићевић (Београд, 20. јануар 1927 — Београд, 17. јануар 1984) био је српски историчар.
Основну школу, гимназију и Филозофски факултет (1953) завршио је у Београду. Две године радио је на Војномедицинској академији па је потом изабран за асистента на Катедри за националну историју. Докторирао је 1962, изабран је за доцента 1963, за ванредног професора 1970, а за редовног 1982. године. Предавао је историју народа Југославије у Новом Саду.
Милићевић се бавио историјом српског народа у XIX и XX веку. Истраживао је у свим нашим архивама а од страних у Бечу, Грацу и Будимпешти. Монографија Јеврем Грујић, историјат светоандрејског либерализма (1964) јесте његова докторска дисертација и најзначајније дело. Написано на основу објављене и необјављене грађе, исцрпно искоришћене литературе ово дело улази у ред наших најуспелијих биографских дела. За највећи подухват наше историографије Историју српског народа (5. том) Милићевић је написао два текста. У првом је обрадио историју Србије од одласка кнеза Милоша са власти до убиства кнеза Михаила (1839 — 1868). У другом је приказао прошлост Црне Горе од судбоносних битака са Турцима с краја XVIII века (1797) до смрти владике и песника Петра II Петровића Његоша (1851).
Написао је још три синтетичка рада-у књизи Војводина, знаменитости и лепоте, обрадио је историју Срба у јужној Угарској у XVI и XVII веку, а у књизи Социјалистичка република Србија прошлост матице српског народа од погибије последњег сремског деспота до почетка Првог светског рата. За Енциклопедију Југославије написао је поред више текстова о личностима и догађајима из наше прошлости, преглед историје Србије од 1459. до 1858. године (за Војводину до 1690). Писао је и уџбенике историје за основну школу.
Посебно је проучавао друштвену историју Србије у XIX веку определивши се за више подручја испитивања: институције, идеологије, буне, личности. Од посебног су значаја његове студије о Народној скупштини (Народне скупштине у Србији 1839-1843; Петровска скупштина 1848), политичким догађајима (Опозиција у Србији уочи стварања организованих политичких странака 1878-1881; О политичким схватањима конзервативаца и либерала 1859. године; Јавност Београда према анексији Босне и Херцеговине), бунама (Историја Катанске буне), личностима (Омладински и либерални идеолог Владимир Јовановић, са А. Стојковићем). Један је од приређивача сабраних дела Светозара Марковића и писац дела књиге Сто година Филозофског факултета.